# Хоцишево (Куявсько-Поморське воєводство)
Хоцишево (пол. Chociszewo) — село в Польщі, у гміні Ізбиця-Куявська Влоцлавського повіту Куявсько-Поморського воєводства.
Населення — 105 осіб (2011).
У 1975-1998 роках село належало до Влоцлавського воєводства.

## Демографія
Демографічна структура станом на 31 березня 2011 року:
|          | Загалом | Допрацездатний вік | Працездатний вік | Постпрацездатний вік |
| -------- | ------- | ------------------ | ---------------- | -------------------- |
| Чоловіки | 47      | 14                 | 28               | 5                    |
| Жінки    | 58      | 14                 | 28               | 16                   |
| Разом    | 105     | 28                 | 56               | 21                   |